# Robert Bodley
Robert Bodley (ur. 31 lipca 1878 w Kapsztadzie, zm. 6 listopada 1956 w Port Shepstone) – południowoafrykański strzelec sportowy specjalizujący się w konkurencjach karabinowych, olimpijczyk.

## Kariera
Bodley wystartował podczas V Letnich Igrzysk Olimpijskich w 1912 roku w pięciu konkurencjach. Najlepszy wynik indywidualnie osiągnął w strzelaniu z karabinu wojskowego z 300 metrów w trzech postawach - zajął 45. miejsce zdobywając 78 punktów. W strzelaniu z karabinu wojskowego z 600 metrów w postawie dowolnej zajął 54., a w strzelaniu z karabinu dowolnego z 300 metrów w trzech postawach 55. miejsce. W konkurencjach drużynowych zajmował kolejno 6. miejsce w strzelaniu z karabinu dowolnego z 300 metrów w trzech postawach oraz 4. miejsce w strzelaniu z karabinu wojskowego.
Osiem lat później wystartował w pięciu konkurencjach podczas VII Letnich Igrzysk Olimpijskich w 1920 roku. Jedyną konkurencją indywidualną w jakiej startował było strzelanie z karabinu małokalibrowego z 50 metrów w postawie stojącej, lecz jego wynik jest nieznany. W czterech konkurencjach drużynowych zajął drugie miejsce i zdobył tytuł wicemistrza olimpijskiego w strzelaniu z karabinu wojskowego z 600 metrów leżąc. W pozostałych konkurencjach drużynowych wraz z ekipą Związku Południowej Afryki zajmował kolejno: 5. miejsce w karabinie wojskowym z 300 i 600 metrów leżąc, 8. miejsce w karabinie małokalibrowym z 500 metrów stojąc, 9. miejsce w karabinie wojskowym z 300 stojąc i 10. miejsce w karabinie dowolnym z 300 metrów w trzech postawach.